# آآ (گیاه)
آآ (گیاه) (نام علمی: Aa) نام یک سرده از تیره ثعلبیان است.
آآ نام یک جنس گیاهی از خانواده ارکیده‌ها یا ثعلبیان می‌باشد. گونه‌های این جنس به خوبی می‌توانند در خاک رشد و نمو کنند.